# Carrer d'Anselm Clavé (Alella)
El Carrer d'Anselm Clavé és una via pública d'Alella (Maresme) amb un conjunt arquitectònic protegit com a Bé Cultural d'Interès Local.

## Descripció
Carrer de 4,30 m d'amplada amb cases de cós a banda i banda, amb patis al darrere que donen a l'interior de les illes. Són edificacions de planta baixa i pis, en alguns casos de planta baixa i dos pisos, i algun pati al costat sud. És el carrer de més al nord dels tres carrers paral·lels que conformen el primer eixample. Hi predomina la crugia estreta d'aproximadament cinc metres, encara que trobem diferents parcel·lacions amb crugies de set a nou metres. Les façanes d'ambdós costats mantenen criteris unitaris de composició: façanes planes, obertures petites de proporcions verticals, eixos verticals de composició i acabats amb estucats o amb arrebossats pintats. Existeixen però, construccions que no respecten aquests paràmetres bàsics, amb terrasses incorporades a les façanes, balcons correguts, desordre compositiu, obertures desproporcionades i materials no adients. El paviment del vial, recentment renovat, té un tractament unitari amb llambordins i recollida d'aigües continua en posició central, eliminant així la disposició anterior amb la clàssica secció amb calçada central i petites voreres als dos costats. La il·luminació es realitza llums clàssics a un sol costat, adossats a les façanes del costat nord del carrer. En conjunt però, manté el caràcter de carrer tradicional. Primer creixement del nucli urbà el segle xix, a la confluència entre la Riera Coma Clara el Torrent Vallbona.